# Dieter Lichtenknecker
Dieter Lichtenknecker  (* 12. März 1933; † 26. August 1990) war ein deutscher Amateurastronom, Feinoptiker und Unternehmer.
Lichtenknecker entwickelte und produzierte hochwertige astronomische Teleskope und Zubehör (Geräte) für Amateurastronomen und Profiastronomen (Sternwarten). Einen Qualitätsunterschied gab es nicht. Ein kleineres Amateurteleskop wurde mit der gleichen Präzision hergestellt wie ein größeres Instrument für eine Sternwarte. In Deutschland waren Lichtenknecker-Teleskope über den Kosmos-Verlag bis Anfang der 1980er Jahre erhältlich. Lichtenknecker-Produkte waren danach nur noch direkt zu bestellen. Von ihm wurde die Datenbank veränderlicher Sterne ins Leben gerufen und bis zu seinem Tod bearbeitet. Diese Lichtenknecker Database und einige seiner Geräte wurden nach ihm benannt.

## Leben
Dieter Lichtenknecker war schon als Jugendlicher leidenschaftlicher Amateurastronom. Er war gelernter Feinoptiker, seine Ausbildung erhielt er bei den Askania Werken Berlin, die zu dieser Zeit noch astronomische Großinstrumente für Südamerika baute. Ab 1950 beobachtete er als Mitglied der neu gegründeten Bundesdeutschen Arbeitsgemeinschaft für Veränderliche Sterne (BAV) am Wilhelm-Foerster-Institut Berlin (später Wilhelm-Foerster-Sternwarte) spezielle kurzperiodische bedeckungsveränderliche und pulsationsveränderliche Sterne. Hierfür konnte er dort den im Zweiten Weltkrieg weitgehend unbeschädigten Bamberg-Refraktor nutzen. Mit der visuellen Helligkeitsschätzung und instrumentellen Messung von Helligkeiten an Veränderlichen Sternen sollte er sich sein Leben lang beschäftigen.
Hans Vehrenberg wünschte sich von Lichtenknecker eine Schmidt-Kamera 150/250/450 mm. Das war die Gründungsidee von Lichtenknecker Astro-Optik 1959 in Weil der Stadt. Hans Vehrenberg half ihm bei der Gründung, indem er zur Erstausstattung der Werkstatt eine optische Schleifmaschine beisteuerte. 1963 folgte die große Schmidt-Kamera 300/450/1000 mm, mit der die Fotografien zu Vehrenbergs Mein Messier-Buch aufgenommen wurden.
Von 1970 bis 1972 betrieb Lichtenknecker eine neue Firma für optische Geräte in Berlin. Ab 1973 lebte und arbeitete er in Hasselt (Belgien). Er gründete dort mit Jos Ruland (1933–2005) die Firma Lichtenknecker Optics, die heute von Rulands Sohn Hugo Ruland geleitet wird. Soweit es seine Zeit erlaubte, betätigte sich Lichtenknecker aktiv in der BAV. Trotz einer schweren und unheilbaren Krankheit widmete er sich dem Aufbau der nach ihm benannten Datenbank für kurzperiodische Veränderliche Sterne. Lichtenknecker war verheiratet. Er verstarb 1990 und wurde in Holzgerlingen beigesetzt.

## Geräte von Lichtenknecker

Lichtenknecker FH 200 f/15 (in Bildmitte) und Lichtenknecker FH 90 f/15 (rechts im Bild) auf einer Lichtenknecker Montierung M 145 in der Volkssternwarte Hannover.

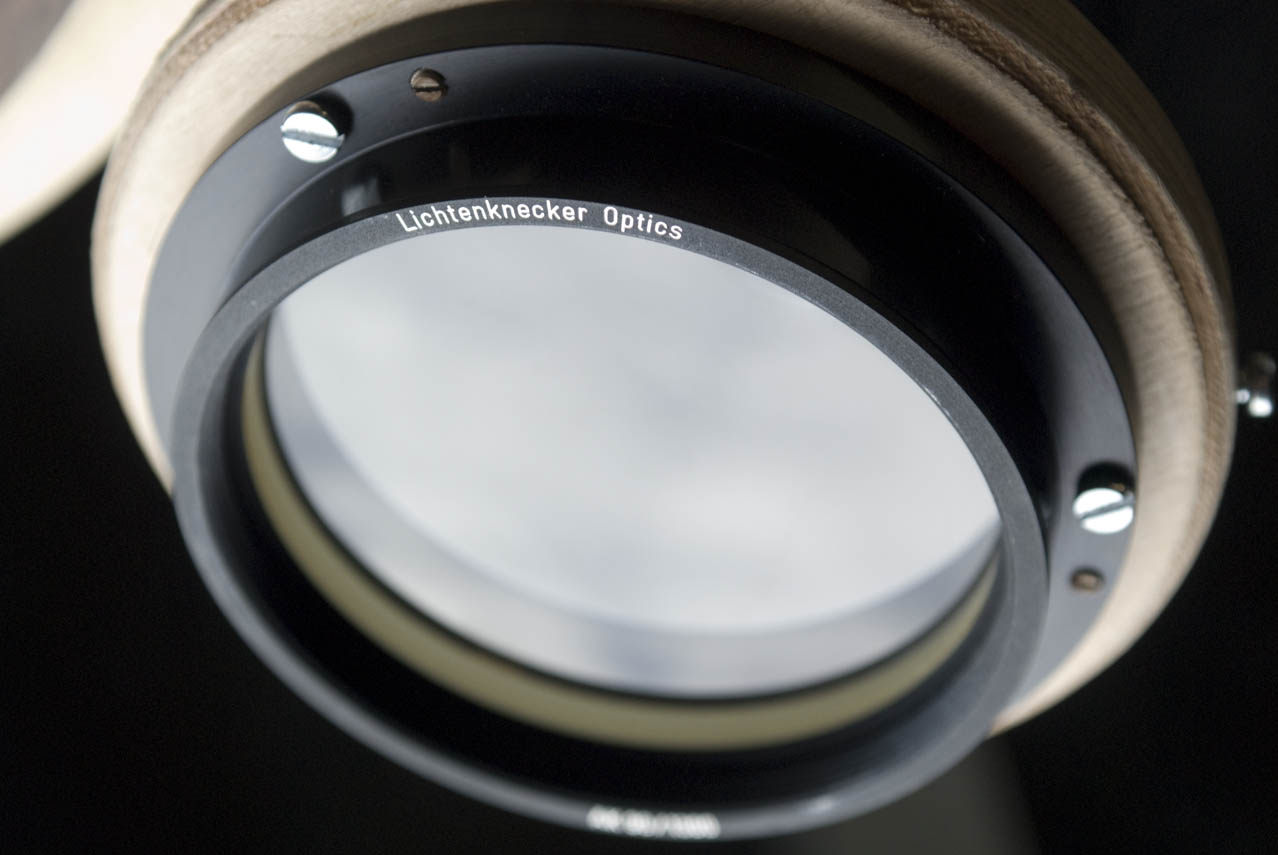
Lichtenknecker Objektiv AK 90/1300

Die optischen Geräte von Dieter Lichtenknecker erhielten eine große Anerkennung. Sie werden auch heute noch genutzt, diskutiert und vertrieben. Besonders bekannt sind:
- Lichtenknecker Refraktor-Objektive und Komplett-Fernrohre der Typen AK, FH, HA, VA und VAS
- Lichtenknecker Schiefspiegler nach Anton Kutter
- Lichtenknecker / Kosmos System 64. Modulares System zum Aufbau von Fernrohren, zusammen mit Kurt Knapp (Fa. Kosmos, Stuttgart) entwickelt.
- Lichtenknecker MPT-200 und MPT-300. Ein Schmidt-Cassegrain mit Wechseloptik und Öffnungsverhältnissen von f/2 bis zu f/13.3.
- Lichtenknecker FFC Flatfieldkameras mit Öffnungen von 150 bis 300 mm. Eine Schmidt-Cassegrain-Astrokamera, deren hohe Qualität durch eine nahezu planare Abbildungsfläche erreicht wird.[6]

## Benennungen nach Lichtenknecker
Die Lichtenknecker Database der Bundesdeutschen Arbeitsgemeinschaft für Veränderliche Sterne geht auf Lichtenknecker zurück. Sie katalogisiert nach physikalischen und messtechnischen Prinzipien die Beobachtungen an veränderlichen Sternen. Außerdem legt sie die Messbedingungen fest und führt die Kamera als objektiven Beobachter ein. Sie wurde 1980 von der BAV akzeptiert, modifiziert und angewendet. Sie steht online zur Verfügung.
Der Asteroid (152320) 2005 UD8 wurde am 31. März 2018 auf Vorschlag der Entdeckerin Claudine Rinner und des Initiators Andreas Philipp nach Dieter Lichtenknecker benannt.